# ヤン・ヘンドリック・ヴァイセンブルフ
ヤン・ヘンドリック・ヴァイセンブルフ（Jan Hendrik Weissenbruchまたは Hendrik Johannes Weissenbruch、1824年6月19日 - 1903年3月24日）はオランダの画家である。「ハーグ派」の画家の一人で水彩画を得意とした。

## 略歴
デン・ハーグで生まれた。料理人で料理店主の父親はアマチュア画家で、美術収集家としてアンドレアス・スヘルフハウトやバルトロメウス・ファン・ホーフェの作品を収集していた。いとこに画家となったヤン・ヴァイセンブルフ(Jan Weissenbruch: 1822-1880)や ウィレム・ルーロフス(1822-1897がいた。
16歳になった時、Johannes Lowという画家から絵を学び、1842年からハーグの王立美術学校の夜間クラスでバルトロメウス・ファン・ホーフェに学んだ。在学中にヨハネス・ボスボームやサルモン・フェルヴェール(Salomon Verveer)とハーグの王立劇場(Koninklijke Schouwburg)での舞台美術の仕事をした。
1847年にはウィレム・ルーロフスらと、美術家集団の「プルクリ・スタジオ」の創立メンバーとなった。プルクリ・スタジオでは後にフランスのバルビゾン派の影響を受けた画家たちが集まるようになり、「ハーグ派」と呼ばれる美術家グループが形成されるようになる。
ヴァイセンブルフはオランダ黄金時代の風景画家のスタイルを学んだ画家のアンドレアス・スヘルフハウトから影響を受けた風景画を描いたが、1880年代以降そのスタイルから離れるようになり、その時代の作品を多くの評論家によって評価されている。

## 作品

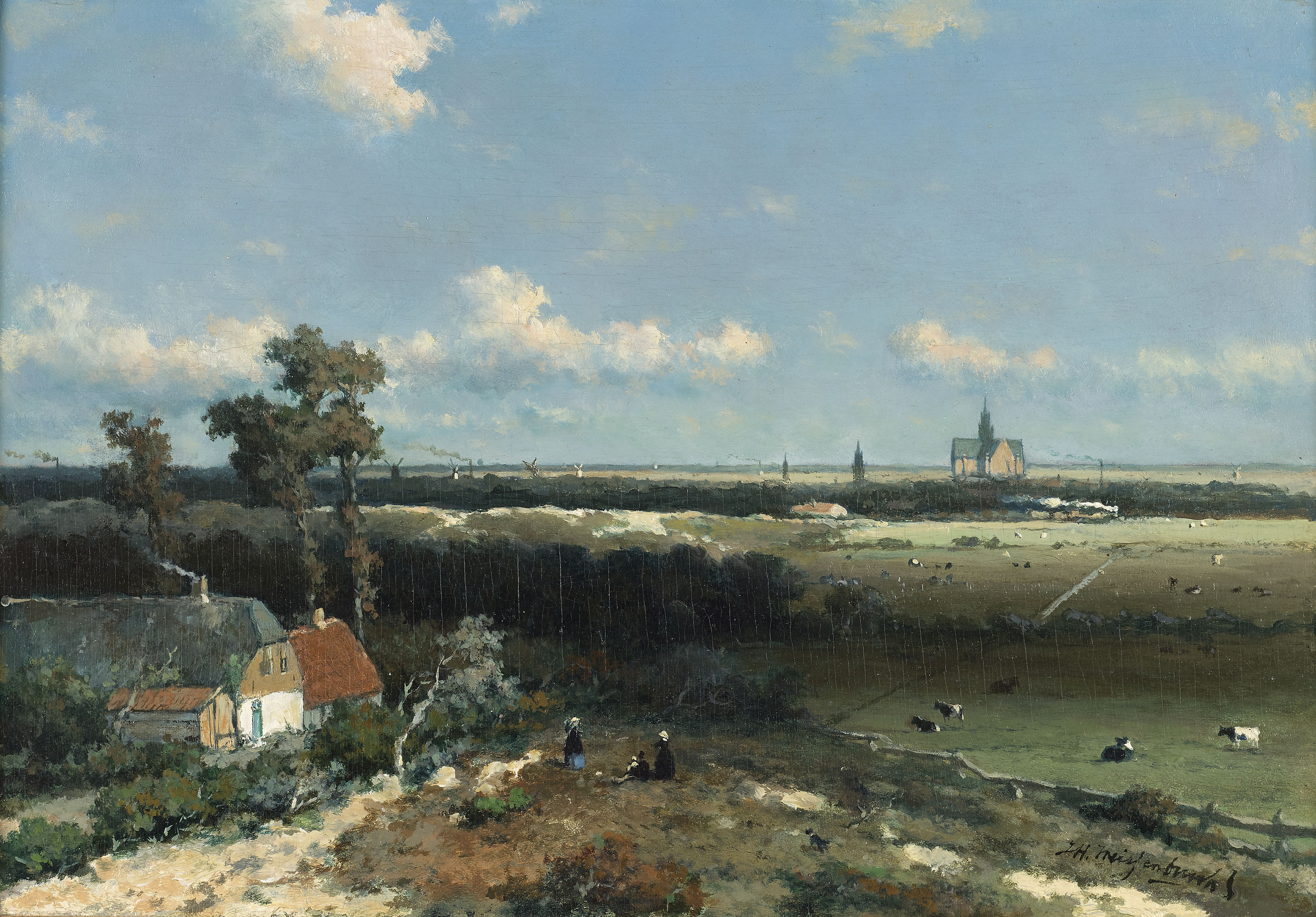
ハールレムの風景(1845/1848)
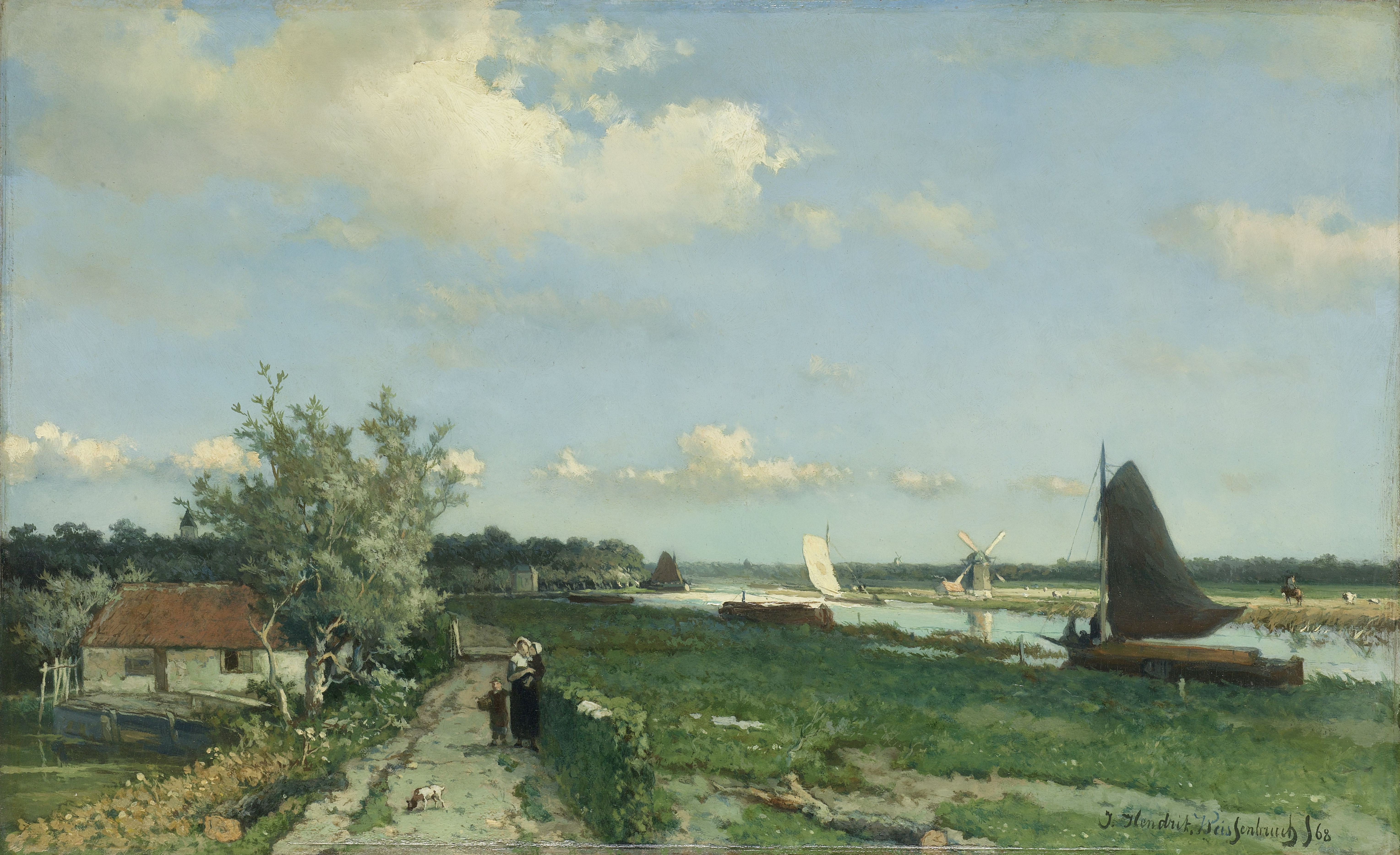
Geestbrugの風景 (1868)
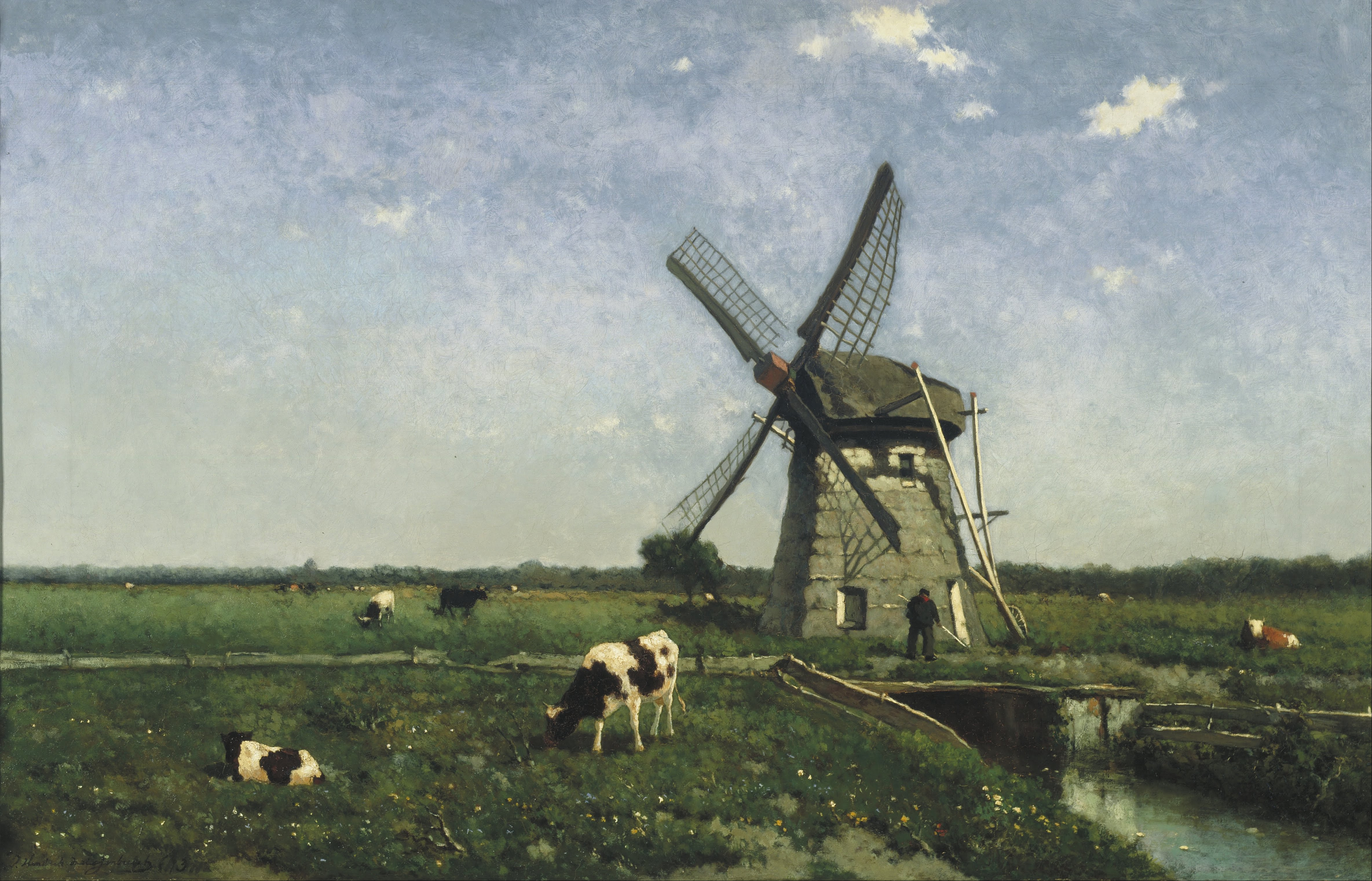
Schiedam近くの風車 (1873)
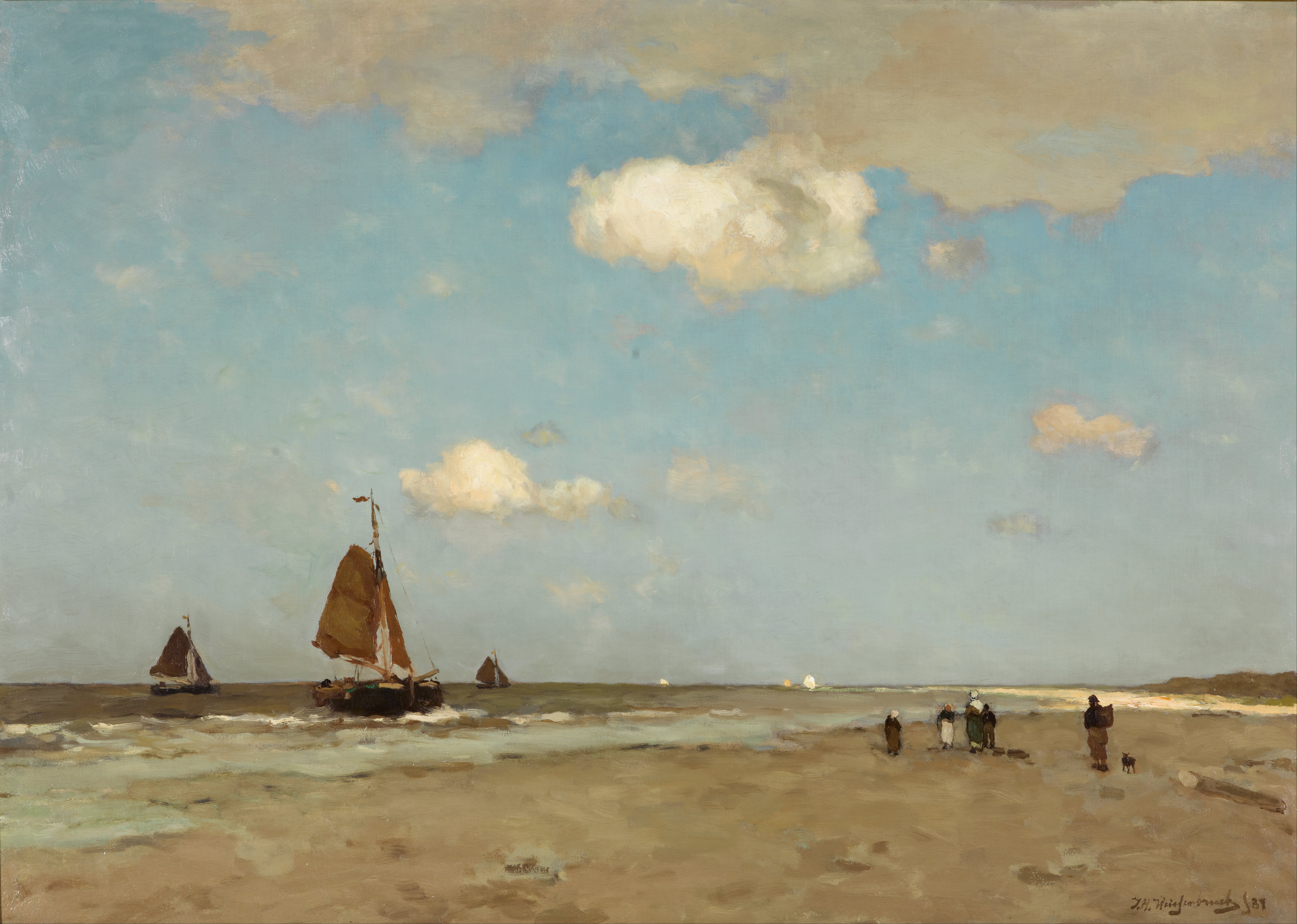
海岸の風景(1887)
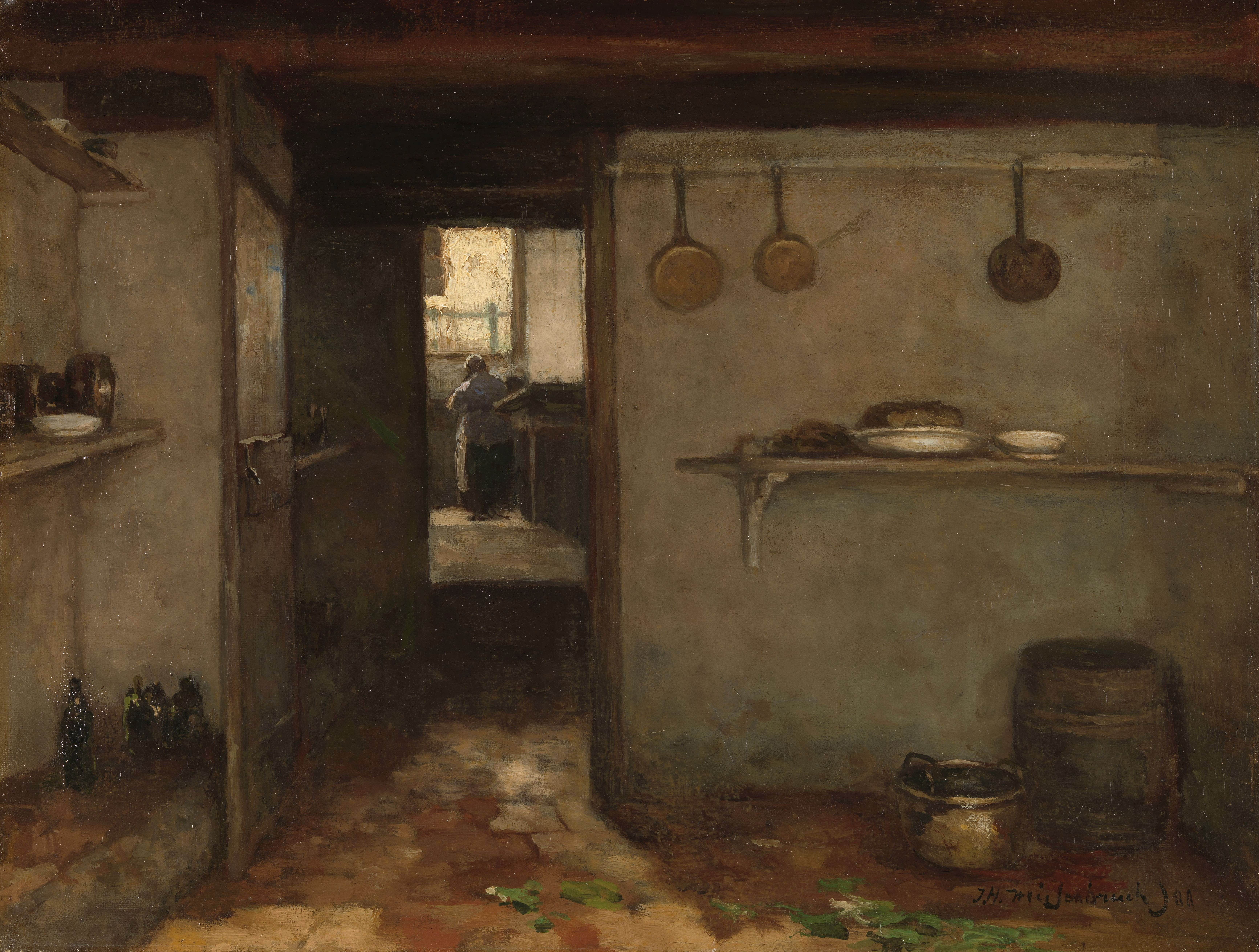
自宅の物置からの風景(1888)
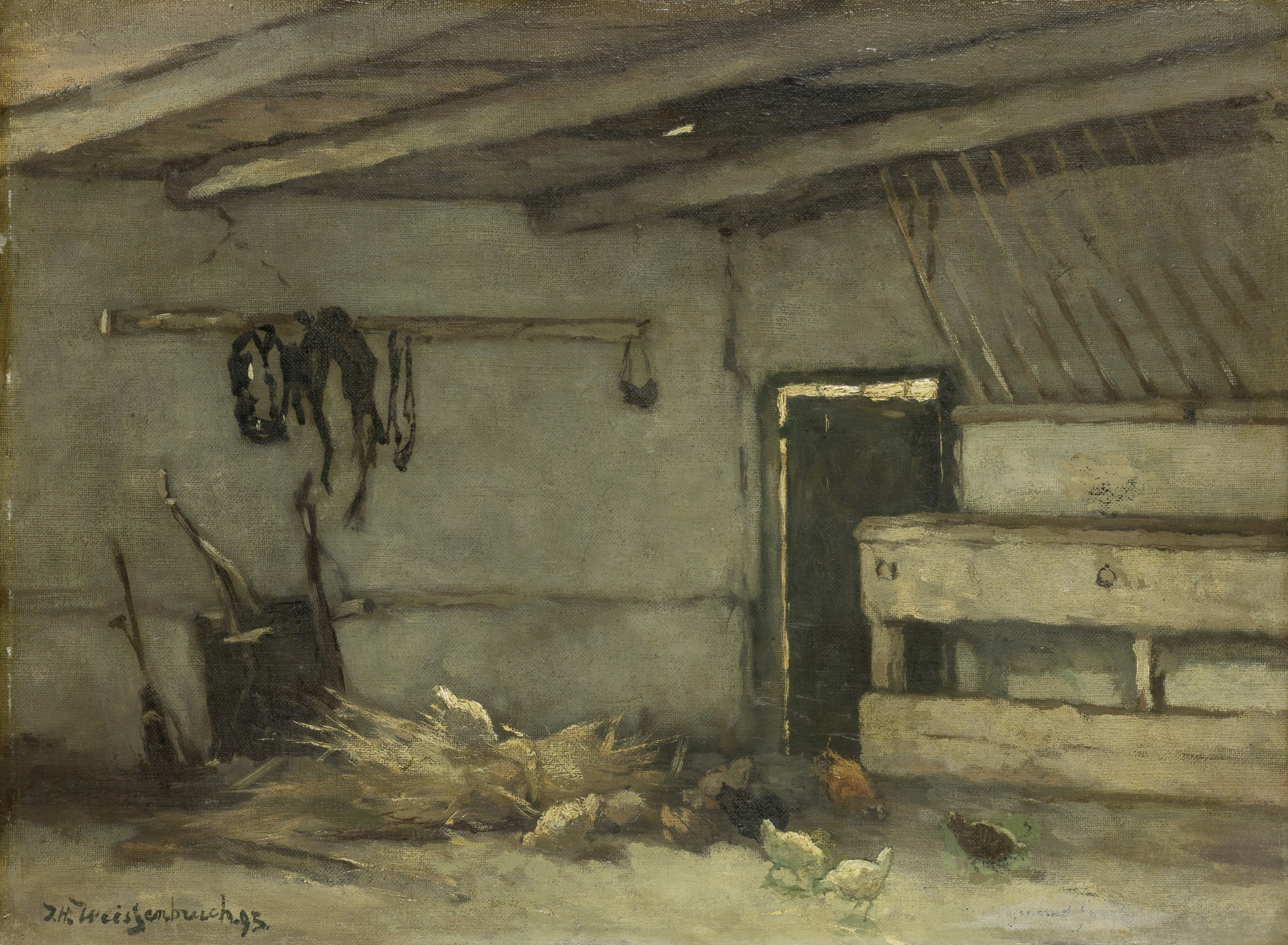
室内　(1895)